# Benjamin Mazar
Pour les articles homonymes, voir Mazar.
Benjamin Mazar, en hébreu : בנימין מזר, né Binyamin Zeev Maisler (28 juin 1906 - 9 septembre 1995) est un historien israélien précurseur, reconnu comme le « doyen » des archéologues bibliques.
Il est l'un des « porteurs » de la passion israélienne pour l'archéologie du pays, qui suscite également un intérêt international considérable en raison des liens de la région avec la Bible. Il est connu pour ses fouilles sur le site le plus significatif bibliquement parlant d'Israël : le sud et le sud-ouest du Mont du Temple à Jérusalem.

## Biographie

### Jeunesse
Benjamin Mazar est né à Ciechanowiec en Pologne. Il fut étudiant des universités de Berlin et de Giessen en Allemagne. Il émigra en Palestine à l'âge de 23 ans et, en 1943, intégra l'Université hébraïque de Jérusalem, dont le premier campus au mont Scopus fut isolé dans le secteur jordanien à l'issue de la guerre israélo-arabe de 1948-1949.

### Carrière académique
En 1932, il dirigea la première fouille archéologique soutenue par les Juifs en Israël à Beït-Shéarim. Il y exhuma les plus grandes catacombes découvertes à ce jour dans le pays, datées de la période du IIe siècle au IVe siècle de notre ère et connues pour être le lieu d'inhumation du dirigeant juif rabbi Juda Hanassi. En 1948, il fut le premier archéologue à recevoir un permis accordé par le nouvel état d'Israël (ville philistine de Tel Qasile, 1948). Benjamin Mazar fut formé en tant qu'assyriologue et était expert en histoire biblique, ayant écrit plus de 100 publications sur le sujet. Il conduisit par la suite des fouilles à Ein Gedi et entre 1968 et 1978, dirigea les fouilles au sud du Mont du Temple dans Jérusalem et à proximité du coin sud-ouest où il exhuma d'importants vestiges de la période du Second Temple.
Il développa le champ de la géographie historique d'Israël. Il fut président pendant des décennies de la Société exploratrice d'Israël et du Conseil archéologique d'Israël (qu'il fonda en tant qu'autorité responsable pour toutes les fouilles et relevés archéologiques en Israël). Entre 1951 et 1977, Benjamin Mazar fut professeur d'histoire biblique et d'archéologie à l'Université hébraïque de Jérusalem. En 1952, il devint recteur de l'Université puis son président pour huit ans à partir de 1953.
Il fut à l'origine du nouveau campus de l'Université hébraïque à Givat Ram, de l'école de médecine et de l'hôpital Hadassah à Ein Kerem et développa son université jusqu'à en faire l'une des meilleures au monde Il fut considéré par ses étudiants comme un professeur exemplaire et un chercheur de pointe, et nombre d'entre eux sont à l'heure actuelle considérés comme des historiens et archéologues de pointe en Israël.

### Environnement familial
Son fils Ory Mazar, sa petite-fille Eilat Mazar, son petit-fils Dan Mazar et son neveu Amihai Mazar ont tous joué un rôle important dans l'étude et la diffusion de l'archéologie et de l'histoire d'Israël. Eilat Mazar fut ainsi une porte-parole régulière des préoccupations concernant l'archéologie du Mont du Temple à Jérusalem, et Amihai Mazar fut lauréat 2009 du prix Israël pour l'archéologie. Benjamin Mazar fut le beau-frère du président israélien Yitzhak Ben-Zvi.

## Récompenses et distinctions
Benjamin Mazar était membre de l'Académie israélienne des sciences et lettres. Il fut lauréat en 1968 du prix Israël pour les études juives, et la même année, le prix Yakir Yeroushalayim.